# Tony Ligorio
Tony Ligorio (Latiano, 14 giugno 1968) è un artista marziale italiano.

## Biografia
Tony Ligorio inizia a praticare arti marziali nel 1979 a Torino, all'età di 10 anni. Nel 1980, il folgorante incontro con il M° Shin Dae Woung con il quale ha studiato per 10 anni, viaggiando per l’Italia, Kung Fu negli stili Tang Lang, Pakua, I-Sing e Tai Chi Chuan stile Wudang. Nel 1984 ha iniziato ad insegnare a Torino e in provincia, diventando il più giovane istruttore di Kung Fu in Italia. 
Durante questi anni ha vinto 7 Campionati Italiani di Kung Fu e sanda e si è qualificato per ben 2 volte per i Campionati del Mondo.
È stato l'unico italiano a partecipare a 2 Golden Dragon (tornei dove si scontravano maestri di diverse arti marziali), antesignano del tuttora famoso MMA.
Nel 1990 conosce il M° Bob Breen, tra i fondatori della JKD Kali International (Londra).
Grazie ai suoi insegnamenti diventa uno dei precursori del Jeet Kune Do (vds. Bruce Lee) e Kali (Escrima filippina) in Italia, fino a diventare l’unica Black Belt in Italia per la Jkd Kali International.
Dal 1996 al 1998 ha vinto due titoli europei di Stick-fighting e si è qualificato per i campionati del mondo a Los Angeles e Cebu City. 
Ma proprio nel 1996 a Los Angeles incontra per la prima volta il M° Erik Paulson, Campione del mondo di Submission Wrestling, pioniere di quello che oggi conosciamo come MMA. Grazie alla sua naturale attitudine alle arti marziali ed agli sport da combattimento, inizia a studiare e perfezionare la sua tecnica con il maestro americano, diventando Full Instructor per la Csw (M.M.A.) riconosciuto da Guru Dan Inosanto e Sensei Erik Paulson, nonché responsabile per l’Italia della CSW (Combat Submission Wrestling).
Attualmente Tony Ligorio è l'unico al mondo ad essere Full Instructor della CSW (M° Paulson) e della 4DCombat (M° Breen).
Nel 1996 fonda l'A.s.d Ligorio Academy, del quale è tuttora il Direttore Tecnico.
Alla fine degli anni ‘90 Tony Ligorio nel suo percorso di ricerca e perfezionamento nelle arti marziali, inizia a seguire gli insegnamenti del M° Flavio Daniele e del M° Guo Ming “George” Xu sul Taijiquan stile Chen, Nei gong, Qi Gong, Baguazhang e Xingyiquan.
I suoi studi nelle arti marziali tradizionali cinesi lo porta nel 2013 a studiare direttamente in Cina dove riesce ad approfondire i principi e segreti di queste discipline, studiando e confrontandosi con i più saggi e famosi maestri del luogo. La sua conoscenza e la sua preparazione, vengono persino riconosciute dalla WACIMA (Worldwide Association for Chinese Internal Martial Arts) in qualità di insegnante.
Dal 2016 segue gli insegnamenti del M° Chen Jin Fu, viaggiando anche in Cina, per studiare e scoprire i segreti dello Xin Yi Quan della famiglia DAI (una delle più antiche arti marziali interne cinesi).
Nel 2024 ottiene la Black Belt di Brasilian Jiu Jitsu sotto la guida di Erik Paulson e Rigan Machado.
Nel corso della sua carriera Tony Ligorio ha avuto l’onore e la possibilità di allenarsi e studiare con Maestri di caratura internazionale di diverse discipline, tra cui: Dan Inosanto, Cacoy Cagnete, Dionisio Cagnete, Wu Wen Wei, Richard Bustillo, Andrè Panza, Li Yu Pao, Ted Wong, Liu Bo Xue, Francis Fong, Cass Magda, Tsuyoshi Abe, Mike Stone, Surachai Sirisute, Wang Lian Fu, Ricky Young, Ji A Dong, Pachito Veles, Jean Jaques Machado, Jin Bao Jen, e molti altri ancora.

## Carriera Agonistica
Tony Ligorio da atleta agonista ha disputato 81 incontri nelle discipline Kickboxing, Shoot boxing, Sanda, Lei Tai.
- 2 volte campione internazionale di Sanda
- 7 volte campione italiano di Kung Fu
- Vice campione europeo di Shoot Boxe
- Campione europeo di Stick Fighting
- Rappresentante italiano nei campionati del mondo di Stick-fighting a Los Angeles (1996) e Cebu City (1998).
- Maestro di Kung Fu (Pakua, Tang Lang e I – Sing)
- Maestro di Tai Chi Chuan stile Wudang
- Maestro di Taijiquan stile Chen
- Maestro guru di Arnis Kali escrima
- Maestro di Jeet Kune Do
- Black Belt di Brasilian Jiu Jitsu
- Maestro di Sport da Combattimento FE.NA.SCO. (FIKBMS)
- Maestro di Kickboxing e Muay Thay, K1 Style
- Insegnante di Pugilato (F.P.I.)
- Full Instructor per la CSW (MMA – Shoot Boxe)
- Full Instructor per la 4DCombat

## Pubblicazioni
- Shoot boxe vol. 1 (1999) – Edizioni Sphinx
- Shoot boxe vol. 2 (1999) – Edizioni Sphinx
- Panantukan (Filipino Boxing) documentario 2008 Budo International
- Lethal weapons (2017) - Edizioni Caliel

## Altre attività
- Co-protagonista del video musicale Viaggia insieme a me degli Eiffel 65 nel 2003.
- Maestro d’Armi e coreografo per scene di combattimento per la serie televisiva CentoVetrine (2013)
- Consulente alla sceneggiatura, Stunt Coordinator e attore nella serie televisiva Non uccidere - 2 serie - 2017.